# Einwalzen (Verbindungstechnik)

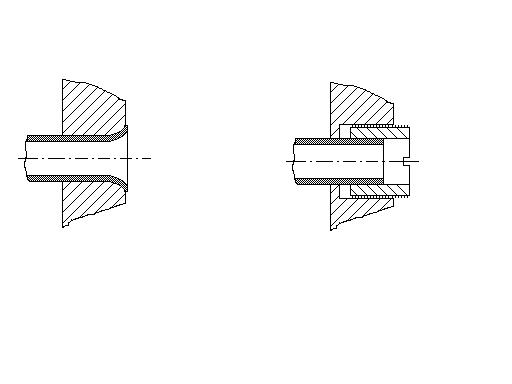
Eingewalztes Rohr (links)

Das mechanische Einwalzen von Rohren ist ein Verfahren zur Befestigung von Rohren in Rohrplatten bei Rohrbündelwärmeübertragern bzw. in Wasserrohrkesseln.
Es werden Stahlrohre durch ein Einwalzgerät aufgeweitet (plastisch verformt), so dass in einer Platte ein Presssitz und eine Verbindung entsteht.